# Leonard Slatkin
Leonard Edward Slatkin (Los Angeles, 1 september 1944) is een Amerikaans dirigent. Hij was lange tijd verbonden aan het Saint Louis Symphony Orchestra en is nu muzikaal leider van het Detroit Symphony Orchestra.

## Afkomst
Slatkin werd geboren uit een muzikale familie afkomstig uit de gebieden die deel uitmaakten van het Russische Keizerrijk die nu deel uitmaken van Oekraïne. Zijn vader Felix Slatkin was violist, dirigent en oprichter van het Hollywood String Quartet, zijn moeder Eleanor Aller was celliste bij dat strijkkwartet. Zijn broer Frederick Zlotkin is ook cellist. Aangenomen wordt dat de oorspronkelijke naam van de familie Zlotkin was.

## Opleiding
Slatkin studeerde aan de Indiana University en de Los Angeles City College, alvorens hij studeerde aan de Juilliard School bij Jean Paul Morel. Hij maakte zijn debuut als dirigent in 1966. In 1968 benoemde Walter Susskind hem tot assistent-dirigent van het Saint Louis Symphony Orchestra. Hij bleef er tot 1977, toen hij muzikaal adviseur werd van de New Orleans Symphony.

## Activiteiten
Hij leidde een serie Beethoven-festivals met de San Francisco Symphony tijdens de laten jaren 1970 en vroege jaren 1980. Tot deze jaarlijkse concerten in juni behoorde ook het laatste concert van dit orkest in San Francisco's War Memorial Opera House in 1980 met een uitvoering van de Negende van Beethoven. Sinds die tijd vervult Slatkin geregeld gastdirigentschappen in San Francisco.
Slatkin keerde terug naar Saint Louis in 1979 als muzikaal leider van het Saint Louis Symphony Orchestra. De landelijke uitstraling nam merkbaar toe onder zijn leiding. In 1985 nam hij de eerste digitale stereo versie op van Tsjaikovski's De Notenkraker met het SLSO (tevens de eerste complete Notenkraker uitgebracht op compact disc.) Hij bleef er tot 1996, en werd na zijn vertrek benoemd tot conductor laureate (dirigent-laureaat). De opnamen met dit orkest werden uitgebracht op het label RCA Records, EMI en TelArc. Slatkin was een groot fan van het St. Louis Cardinals-baseballteam, zei dat hij bij zijn overstap van de Saint Louis Symphony naar het National Symphony Orchestra de wedstrijden van de Cardinals het meest zou gaan missen. Hij maakte opnamen voor RCA Records met het National Symphony tot RCA besloot geen nieuwe opnamen te maken van klassiek repertoire aan het begin van de 21e eeuw.
Hij was directeur van het Blossom Festival van het Cleveland Orchestra van 1990-1999. In 1996 werd Slatkin muzikaal leider van het National Symphony Orchestra in Washington D.C. In 2004 werd aangekondigd dat zijn betrekking bij de National Symphony zou eindigen in 2008. Slatkin ontving zowel lof over de verbetering van het niveau van het orkest als kritiek omdat hij te weinig zou hebben repeteerd.
In 2000 werd hij chef-dirigent van het BBC Symphony Orchestra. In 2001 was hij de tweede niet-Brit die de Last Night of the Proms dirigeerde (Sir Charles Mackerras was de eerste in 1980). In deze uitvoering, vlak na de terroristische aanslagen op 11 september 2001 week de tweede helft van het concert af van het traditionele repertoire. Hij behield deze positie tot 11 september 2004, de 110e Last Night. Er waren meldingen van spanningen tussen Slatkin en het orkest en ook continue negatieve recensies, die bijdroegen aan zijn relatief korte aanstelling bij het BBCSO. In de jaren ervoor was Slatkin al eerste gastdirigent van de Philharmonia Orchestra van 1997 tot 2000. Hij maakte een serie digitale opnamen met hen op het label RCA, waaronder de symfonieën van Ralph Vaughan Williams. In 2004 benoemde de Los Angeles Philharmonic hem tot "eerste gastdirigent in the Hollywood Bowl" voor een periode van twee jaar, met een verlenging van een jaar tot september 2007. In 2005 werd hij de eerste gastdirigent van het Royal Philharmonic Orchestra in Londen.
In 2006 werd hij benoemd tot muzikaal adviseur van het Nashville Symphony Orchestra. In die hoedanigheid leidde hij het openingsconcert van het Schermerhorn Symphony Center op 9 september 2006. In juni 2007 werd aangekondigd dat Slatkin de eerste gastdirigent zoy worden van het Pittsburgh Symphony Orchestra beginning in 2008.
Op 7 oktober 2007 kondigde Slatkin in Detroit aan dat hij tot overeenstemming was gekomen over een contract van drie jaar, gevolgd door een mogelijke verlenging van twee jaar, als nieuw muzikaal leider van het Detroit Symphony Orchestra, te beginnen in het seizoen 2008-2009. Slatkin zei dat hij met zijn gezin wilde verhuizen naar de regio-Detroit en dat hij 20 van de 26 abonnementsweken zou gaan leiden.
Slatkin heeft veelzijdig repertoire, waarbij hij vooral bekendstaat om zijn interpretaties van 20e-eeuwse Amerikaanse en Britse componisten. Zijn eigen composities, waaronder The Raven (1971) voor verteller en orkest op tekst van Edgar Allan Poe zijn relatief onbekend. Naast zijn opnamen voor de labels RCA en EMI, heeft Slatkin ook verscheidene opnamen gemaakt voor Naxos, waaronder de eerste commerciële opname van William Bolcoms Songs of Innocence and of Experience.

## Onderscheidingen
In 1990 werd Leonard Slatkin opgenomen in de St. Louis Walk of Fame. Op 27 oktober 2006 kondigde de Jacobs School of Music aan dat Slatkin als parttime docent werd aangesteld aan de Indiana University voor de vakken orkestdirectie en compositie.

## Persoonlijk
Slatkin is drie maal getrouwd geweest. Zijn eerste twee huwelijken met resp. Beth Gootee en Jerilyn Cohen eindigden in een scheiding. Met zijn derde vrouw, de sopraan Linda Hohenfeld trouwde hij in 1986 en kreeg hij een zoon, Daniel.
Slatkin had ook een relatie met de Schotse percussioniste Evelyn Glennie.